# هوسکیرش
هوسکیرش (به آلمانی: Hoßkirch) یک شهر در آلمان است که در بادن-وورتمبرگ واقع شده‌است.

## خصوصیات
هوسکیرش ۱۵٫۸۱ کیلومترمربع مساحت دارد ۶۳۵ متر بالاتر از سطح دریا واقع شده‌است.